# Connexité par arcs

Deux points quelconques peuvent être reliés par un chemin tracé dans cette partie.

En mathématiques, et plus particulièrement en topologie, la connexité par arcs est un raffinement de la notion de connexité. Un espace topologique est dit connexe par arcs si deux points quelconques peuvent toujours être reliés par un chemin. Bien que la connexité soit la notion fondamentale, la connexité par arcs est plus intuitive et se trouve être très souvent la meilleure façon de prouver la connexité.

## Chemins
Avant de définir la connexité par arcs, il faut définir ce qu'on appelle « relier par un chemin ». Selon le cadre où l'on se trouve, on peut considérer des chemins particuliers.

### Chemins dans un espace topologique
Si E est un espace topologique et si x et y sont deux points de E, on appelle chemin d'origine x et d'extrémité y toute application continue {\displaystyle \gamma :[0,1]\rightarrow E} telle que {\displaystyle \gamma (0)=x} et {\displaystyle \gamma (1)=y}.
On dit que x et y sont reliés s’il existe un chemin d'origine x et d'extrémité y.
La relation « x est relié à y » est une relation d'équivalence sur E, dont les classes d'équivalence sont appelées les composantes connexes par arcs de E.

### Chemins dans un espace vectoriel normé
Dans le cas où l'espace ambiant E est un espace vectoriel normé, on peut préciser la nature des chemins qui relient les points.
- Chemins rectilignes : un chemin est dit rectiligne s'il peut s'écrire {\displaystyle \gamma (t)={\vec {x}}+t{\vec {u}}} pour tout {\displaystyle t\in [0,1]}. Le vecteur {\displaystyle {\vec {u}}} est appelé vecteur directeur de {\displaystyle \gamma }. Le support du chemin est alors un segment de droite.
- Chemins polygonaux : un chemin est dit polygonal s’il s'écrit comme un composé d'un nombre fini de chemins rectilignes. Par exemple, un trajet dans Manhattan est un chemin polygonal.
- Chemins de classe {\displaystyle {\mathcal {C}}^{k}} : un chemin peut être de classe {\displaystyle {\mathcal {C}}^{k}} avec {\displaystyle k\in \mathbb {N} }. En fait tout chemin est de classe {\displaystyle {\mathcal {C}}^{0}} c'est-à-dire continu, mais on peut avoir des niveaux de régularité supérieurs. Un chemin de classe {\displaystyle {\mathcal {C}}^{k}} avec {\displaystyle k\in \mathbb {N} ^{*}} sera dit de plus régulier si {\displaystyle \gamma '(t)\neq 0} pour tout {\displaystyle t\in [0,1]}. Un chemin régulier de classe {\displaystyle {\mathcal {C}}^{\infty }} est dit chemin lisse.

## Connexité par arcs
Ces différents types de chemins vont permettre de définir différents types de connexité par arcs selon les cas.

### Définition
Un espace topologique E est dit connexe par arcs si tout couple de points de E est relié par un chemin dont le support est inclus dans E.
Une partie A de E (munie de la topologie induite) est donc connexe par arcs si et seulement si tout couple de points de A est relié par un chemin restant dans A.
Une partie A d'un espace vectoriel normé est dite connexe par arcs polygonaux (respectivement par arcs {\displaystyle {\mathcal {C}}^{k}}) si deux points quelconques de A peuvent être reliés par un chemin polygonal (respectivement de classe {\displaystyle {\mathcal {C}}^{k}}).

### Exemples
- Dans un espace vectoriel normé, une partie convexe ou étoilée est connexe par arcs.
- Un cercle est connexe par arcs {\displaystyle {\mathcal {C}}^{\infty }} mais pas par arcs polygonaux.
- Un carré est connexe par arcs polygonaux mais pas par arcs {\displaystyle {\mathcal {C}}^{\infty }}.
- Le plan privé d'une partie dénombrable (ou même « seulement » n'ayant pas la puissance du continu) est connexe par arcs polygonaux et par arcs C∞[réf. nécessaire][1].
- Le groupe spécial orthogonal SO(n, ℝ) et le groupe général linéaire GL(n, ℂ) sont connexes par arcs (pour la topologie induite par une norme sur Mn(ℂ)).
- Le groupe général linéaire GL(n, ℝ) possède deux composantes connexes par arcs.

L'adhérence C du graphe Γ de f est connexe par arc, mais pas connexe.

### Lien avec la connexité
Tout espace connexe par arcs est connexe, mais la réciproque est fausse. Voici un contre-exemple classique. On définit une fonction f par
{\displaystyle {\begin{matrix}f:&]0,1]&\to &\mathbb {R} \\&x&\mapsto &\sin \left({\frac {1}{x}}\right).\end{matrix}}}
Cette fonction est continue sur ]0, 1]. On note Γ son graphe et C l'adhérence de Γ :
{\displaystyle \Gamma =\{(x,f(x))|x\in ]0,1]\},\quad C={\overline {\Gamma }}=\Gamma \cup \left(\{0\}\times [-1,1]\right).}
Alors Γ est connexe par arc (comme graphe d'une fonction continue sur un intervalle réel). Mais son adhérence C, bien que connexe, n'est pas connexe par arcs.
De même, la courbe sinus du topologue Γ ∪ {(0, 0)} est connexe mais pas connexe  par arcs.
Cependant :
- dans ℝ, muni de la topologie usuelle, les parties connexes par arcs (les intervalles) sont connexes  ;
- plus généralement, tout espace connexe et localement connexe par arcs (par exemple : tout ouvert connexe d'un espace vectoriel normé comme l'espace euclidien) est connexe par arcs.

### Lien avec la continuité
La connexité par arcs, comme la connexité, est conservée par les applications continues. Si {\displaystyle f:E\rightarrow F} est une application continue entre deux espaces topologiques et si l'espace de départ E est connexe par arcs, alors son image f(E) est connexe par arcs.
On a des résultats similaires pour les types plus spécifiques de connexités par arcs :
- la connexité par arcs polygonaux est conservée par les applications linéaires et par les applications affines ;
- la connexité par arcs {\displaystyle {\mathcal {C}}^{k}} est conservée par les {\displaystyle {\mathcal {C}}^{k}}-difféomorphismes.

### Produit
Tout produit d'espaces connexes par arcs est connexe par arcs.
En effet, si x et y sont deux points de {\displaystyle E=\prod _{i\in I}E_{i}} et si les {\displaystyle E_{i}} sont connexes par arcs, il existe pour chaque indice i un chemin {\displaystyle \gamma _{i}} à valeurs dans {\displaystyle E_{i}} tel que : {\displaystyle \gamma _{i}(0)=x_{i}}, {\displaystyle \gamma _{i}(1)=y_{i}}. Le chemin {\displaystyle \gamma :[0,1]\to E} défini par {\displaystyle \gamma (t)=(\gamma _{i}(t))_{i\in I}} joint alors x à y.

## Note
1. ↑  Voir par exemple cet exercice corrigé sur Wikiversité.
2. ↑  Bertrand Hauchecorne, Les contre-exemples en mathématiques, Paris, Ellipses, 2007, 2e éd. (1re éd. 1988), 365 p. (ISBN 978-2-7298-3418-0), chap. 15 (« Topologie générale »), p. 300.